# Cattedrale di San Michele (Toronto)
La cattedrale di San Michele (in inglese: St. Michael's Cathedral) è il principale luogo di culto cattolico di Toronto, in Ontario, Canada.
La chiesa, sede del vescovo di Toronto, è stata costruita tra 1845 e 1848.